# Atyphella majuscula
Atyphella majuscula is een keversoort uit de familie glimwormen (Lampyridae). De wetenschappelijke naam van de soort werd voor het eerst geldig gepubliceerd in 1915 door Lea.